# 多年生植物

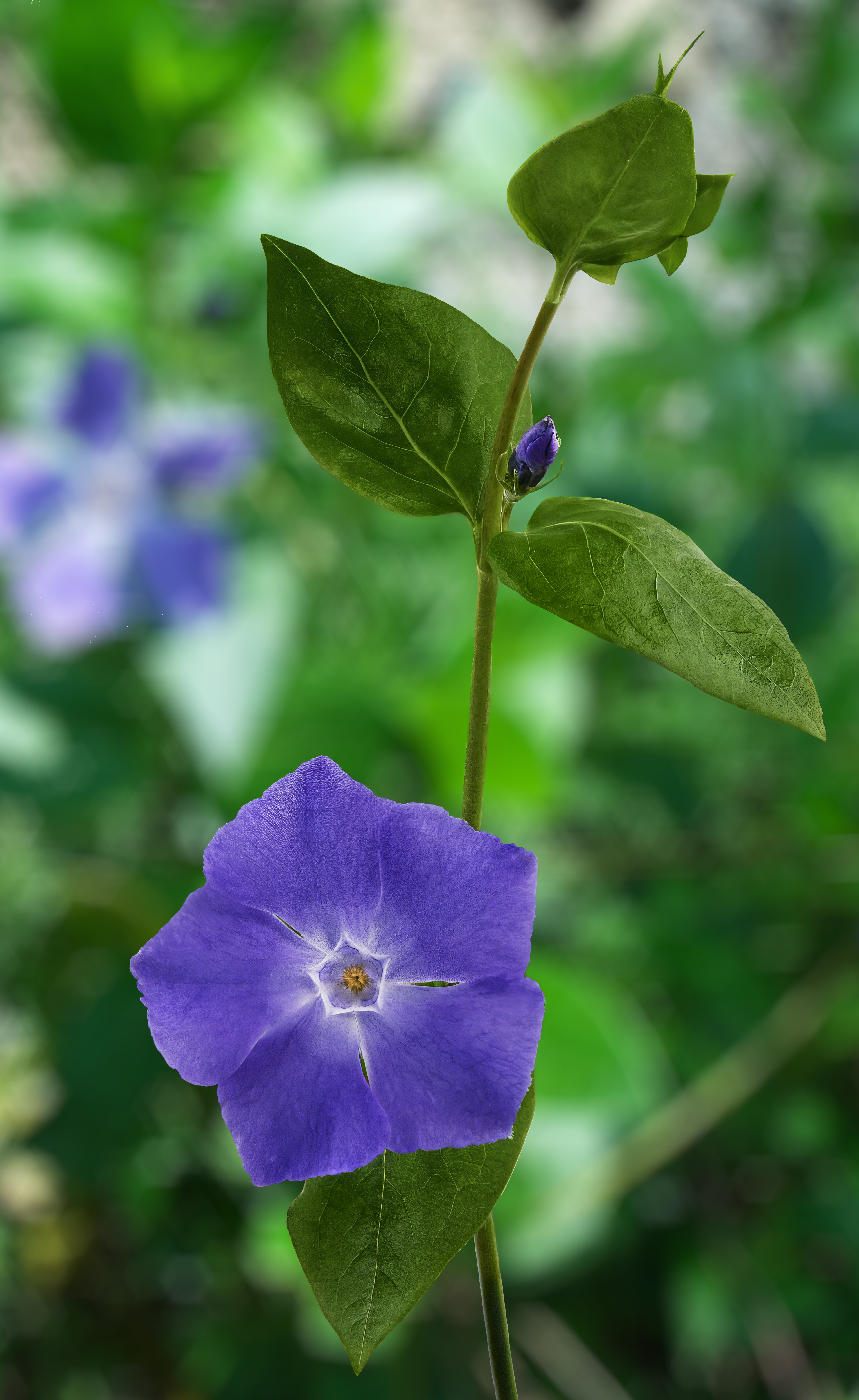
多年生植物のツルニチニチソウ

多年生植物（たねんせいしょくぶつ）とは、個体として複数年にわたって生存する植物のことである。多年生宿根草や木本植物がそれにあたる。しばしば草本（いわゆる草）に対して用いられる言葉であり、「多年草」と呼ばれることもある。

## 概要
多年生植物に対して、1年で世代を終える植物は「一年生植物」という。また、冬の前に発芽し冬を越えて春から夏に花を咲かせて枯れるものを、特に「二年生植物」と呼ぶことがあるが、｢越年生植物」と呼び、実質的には一年生植物である。一方で、1年を超え2年以内で世代を終える植物（ハタザオ、ツキミソウなど）のことを「二年生植物」と定義する場合もある。
熱帯の多雨地帯のように年間を通じて植物の成長が維持できる環境では、植物は一般的に多年生である。厳しい乾期や冬季など植物の生長に不利な季節がある場合、これを乗り越えられれば多年生植物となる。そのため熱帯では多年生であるが、温帯では一年生になる植物も存在する。
通年にわたって地上に姿を見せているものもあるが、越冬時などに地上部の茎や葉が枯れ落ちる一方で地下茎や根などが休眠状態で残り、翌年にそこから再び茎や葉を伸ばすものもある。このように地上部だけが枯れてしまうものを「宿根草」という。なお、園芸方面では後述のように「常緑草」も含めて宿根草と呼んでいる。

## 一稔性（一回結実性）
珍しい部類に属するが、1年目で発芽し、2年目で成長、3年目に花を咲かせて枯れるものがある（ムラサキケマンなど）。ただし、特に三年草が多いというわけではなく、むしろもっと長い年月にわたって花をつけずに成長し、最後に開花して枯れるという経過を辿る植物がたくさん存在しており、有名なものにタケやリュウゼツランがある。このような生活史を持つ植物のことを「一稔性」（一回結実性、英語: monocarpic）と呼ぶ場合がある。

## 常緑多年草、宿根草、球根植物
ミントやマツバギクのように年中緑の葉があるものを「常緑多年草」、生育に適さない時期（多くは冬だが夏のこともある）に地上部が枯れるものを「宿根草」（しゅっこんそう）という。また、鱗茎・塊茎・球茎などの球根を形成する植物を「球根植物」という。園芸では、常緑草と宿根草を合わせて宿根草と呼んでいる。また園芸方面であえて「多年草」と呼ぶ場合には常緑草のことを挿す。

## 多年生植物の繁殖
球根植物は原則として分球によって増やすが、タネから1年で開花するものを一度に大量に増やしたい場合（ユリ類、アネモネ、ラナンキュラス、ダリアの一部など）は、実生で増やす。宿根草では実生の他、挿し芽、株分けなどが行われる。

## 備考
「多年生」や「一年生」という語は、植物に限らず生物全般に対して用いることができる表現である。